# Pallavolo Franco Tigano 2024-2025
Questa voce raccoglie le informazioni riguardanti la Pallavolo Franco Tigano nelle competizioni ufficiali della stagione 2024-2025.

## Stagione
Nella stagione 2024-25 la Pallavolo Franco Tigano assume la denominazione sponsorizzata di OmiFer Palmi.
Dopo l'acquisto del titolo sportivo dalla Lupi Santa Croce, partecipa per la prima volta alla Serie A2 terminando la stagione al quattordicesimo ed ultimo posto in classifica, che ne sancisce la retrocessione in Serie A3.

## Organigramma societario
Area direttiva
- Presidente: Giuseppe Carbone
- Vicepresidente: Mariarosa Bonaccorso, Enrica Scolaro
- Amministratore Delegato: Giuseppe Sgro (fino al 15 ottobre 2024), Flavio Porcino (dal 16 ottobre 2024)
- Direttore Sportivo: Maurizio Saraceno
- Team Manager: Maurizio Finizzi
- Segreteria Generale: Flavio Porcino

Area tecnica
- Allenatore: Andrea Radici (fino al 4 novembre 2024), Jorge Cannestracci (dal 6 novembre 2024)
- Allenatore in seconda: Domenico Arlotta
- Assistente Allenatore: Gianluca Porcino (fino al 17 gennaio 2025)
- Scout Man: Giuseppe Moschella

Area comunicazione
- Addetto Stampa: Ivan Pugliese

Area marketing
- Responsabile Marketing e Relazioni Esterne: Francesco Di Turo

Area sanitaria
- Medico Sociale: Nicolò Pecora
- Preparatore Atletico: Alessandro Cavicchia, Marcello Di Finizio
- Assistente Preparatore Atletico: Emanuele Lania, Michele Lania
- Fisioterapista: Vincenzo Genovese, Simone Viola
- Nutrizionista: Federico Denisi

## Rosa
| N° | Nome                     | Ruolo | Data di nascita   | Nazionalità sportiva |
| -- | ------------------------ | ----- | ----------------- | -------------------- |
| 1  | Gabriele Mariani         | P     | 16 maggio 2005    | Italia               |
| 2  | François Lecat           | S     | 19 aprile 1993    | Belgio               |
| 3  | Cristian Iovieno         | S     | 24 gennaio 2002   | Italia               |
| 4  | Carmelo Gitto            | C     | 3 luglio 1987     | Italia               |
| 5  | Francesco Donati         | L     | 3 luglio 2001     | Italia               |
| 6  | Lorenzo Sperotto         | P     | 28 aprile 1999    | Italia               |
| 8  | Graziano Maccarone       | C     | 26 agosto 1996    | Italia               |
| 10 | Francesco Corrado        | S     | 10 maggio 1997    | Italia               |
| 11 | Matteo Paris             | P     | 13 settembre 1983 | Italia               |
| 13 | Francesco Prosperi Turri | L     | 13 giugno 2001    | Italia               |
| 14 | Lorenzo Sala             | S     | 15 settembre 2002 | Italia               |
| 16 | Gianluca Concolino       | C     | 8 giugno 1991     | Italia               |
| 18 | Peppino Carbone          | S     | 24 dicembre 1996  | Italia               |
| 23 | Klistan Lawrence         | S     | 7 gennaio 2003    | Porto Rico           |
| 80 | Francesco Guastamacchia  | C     | 25 novembre 2003  | Italia               |
| 99 | Felipe Benavídez         | S     | 31 gennaio 1997   | Portogallo           |

## Mercato
| Acquisti                               | Acquisti                 | Acquisti            | Acquisti   |
| R.                                     | Nome                     | da                  | Modalità   |
| -------------------------------------- | ------------------------ | ------------------- | ---------- |
| S                                      | Felipe Benavídez         | Porto Robur Costa   | definitivo |
| C                                      | Gianluca Concolino       | Laghezza            | definitivo |
| C                                      | Francesco Guastamacchia  | Team Club           | definitivo |
| S                                      | Klistan Lawrence         | Lupi Santa Croce    | definitivo |
| P                                      | Gabriele Mariani         | Milano              | definitivo |
| L                                      | Francesco Prosperi Turri | Folgore Massa       | definitivo |
| S                                      | Lorenzo Sala             | Prisma Taranto      | definitivo |
| P                                      | Lorenzo Sperotto         | Tricolore           | definitivo |
| Trasferimenti nel corso della stagione |                          |                     |            |
| S                                      | François Lecat           | Rinascita Lagonegro | definitivo |
| P                                      | Matteo Paris             | Pineto              | definitivo |

| Cessioni                               | Cessioni             | Cessioni         | Cessioni   |
| R.                                     | Nome                 | a                | Modalità   |
| -------------------------------------- | -------------------- | ---------------- | ---------- |
| S                                      | Alberto Amato        | Bari             | definitivo |
| P                                      | Francesco Cottarelli | Libertas Brianza | definitivo |
| P                                      | Davide Pellegrino    | ?                | ?          |
| C                                      | Giancarlo Rau        | Camaiorese       | definitivo |
| S                                      | Erminio Russo        | Grottaglie       | definitivo |
| S                                      | Pawel Stabrawa       | Tricolore        | definitivo |
| Trasferimenti nel corso della stagione |                      |                  |            |
| S                                      | Klistan Lawrence     | Cizre            | definitivo |
| P                                      | Lorenzo Sperotto     | Tricolore        | definitivo |

## Risultati

### Serie A2

#### Andata
| 1ª Giornata - 6 ottobre 2024 PalaSurace, Palmi                       | Franco Tigano     | 1 - 3 | Saturnia Acicastello | 25-23, 20-25, 22-25, 22-25       |
| 2ª Giornata - 13 ottobre 2024 PalaJacazzi, Aversa                    | Virtus Aversa     | 3 - 0 | Franco Tigano        | 25-20, 25-17, 25-18              |
| 3ª Giornata - 20 ottobre 2024 PalaSurace, Palmi                      | Franco Tigano     | 0 - 3 | Prata                | 20-25, 19-25, 19-25              |
| 4ª Giornata - 27 ottobre 2024 PalaSurace, Palmi                      | Franco Tigano     | 3 - 2 | Macerata             | 25-23, 27-29, 21-25, 25-21, 15-8 |
| 5ª Giornata - 31 ottobre 2024 Pala Francescucci, Casnate con Bernate | Libertas Brianza  | 3 - 1 | Franco Tigano        | 23-25, 25-19, 25-17, 25-15       |
| 6ª Giornata - 3 novembre 2024 PalaSurace, Palmi                      | Franco Tigano     | 1 - 3 | Porto Robur Costa    | 25-22, 19-25, 19-25, 20-25       |
| 7ª Giornata - 12 novembre 2024 PalaSanFilippo, Brescia               | Atlantide Brescia | 3 - 0 | Franco Tigano        | 25-20, 25-11, 25-19              |
| 8ª Giornata - 17 novembre 2024 PalaSurace, Palmi                     | Franco Tigano     | 0 - 3 | Cuneo                | 20-25, 19-25, 20-25              |
| 9ª Giornata - 24 novembre 2024 PalaAllende, Fano                     | Virtus Fano       | 3 - 0 | Franco Tigano        | 25-21, 25-23, 25-21              |
| 10ª Giornata - 1º dicembre 2024 PalaSurace, Palmi                    | Franco Tigano     | 3 - 1 | Porto Viro           | 25-13, 25-19, 24-26, 25-20       |
| 11ª Giornata - 8 dicembre 2024 PalaMensSana, Siena                   | Emma Villas       | 3 - 0 | Franco Tigano        | 25-20, 25-14, 25-22              |
| 12ª Giornata - 15 dicembre 2024 PalaBigi, Reggio nell'Emilia         | Tricolore         | 1 - 3 | Franco Tigano        | 25-23, 20-25, 22-25, 21-25       |
| 13ª Giornata - 22 dicembre 2024 PalaSurace, Palmi                    | Franco Tigano     | 0 - 3 | Pineto               | 20-25, 25-27, 8-25               |

#### Ritorno
| 14ª Giornata - 26 dicembre 2024 PalaCatania, Catania               | Saturnia Acicastello | 3 - 1 | Franco Tigano     | 25-17, 25-23, 26-28, 25-22        |
| 15ª Giornata - 29 dicembre 2024 PalaSurace, Palmi                  | Franco Tigano        | 0 - 3 | Virtus Aversa     | 23-25, 19-25, 19-25               |
| 16ª Giornata - 6 gennaio 2025 PalaPrata, Prata di Pordenone        | Prata                | 3 - 0 | Franco Tigano     | 27-25, 25-21, 25-22               |
| 17ª Giornata - 12 gennaio 2025 PalaFontescodella, Macerata         | Macerata             | 2 - 3 | Franco Tigano     | 23-25, 19-25, 25-23, 25-19, 15-17 |
| 18ª Giornata - 19 gennaio 2025 PalaSurace, Palmi                   | Franco Tigano        | 3 - 1 | Libertas Brianza  | 25-23, 15-25, 25-19, 30-28        |
| 19ª Giornata - 26 gennaio 2025 PalaDeAndré, Ravenna                | Porto Robur Costa    | 3 - 2 | Franco Tigano     | 23-25, 23-25, 25-17, 25-19, 15-12 |
| 20ª Giornata - 2 febbraio 2025 PalaSurace, Palmi                   | Franco Tigano        | 2 - 3 | Atlantide Brescia | 27-25, 21-25, 25-19, 21-25, 10-15 |
| 21ª Giornata - 9 febbraio 2025 PalaCastagnaretta, Cuneo            | Cuneo                | 3 - 0 | Franco Tigano     | 25-21, 25-18, 25-15               |
| 22ª Giornata - 16 febbraio 2025 PalaSurace, Palmi                  | Franco Tigano        | 0 - 3 | Virtus Fano       | 20-25, 18-25, 23-25               |
| 23ª Giornata - 23 febbraio 2025 Palazzetto dello Sport, Porto Viro | Porto Viro           | 3 - 1 | Franco Tigano     | 25-21, 25-19, 24-26, 25-21        |
| 24ª Giornata - 1º marzo 2025 PalaSurace, Palmi                     | Franco Tigano        | 1 - 3 | Emma Villas       | 30-32, 25-20, 18-25, 19-25        |
| 25ª Giornata - 9 marzo 2025 PalaSurace, Palmi                      | Franco Tigano        | 0 - 3 | Tricolore         | 20-25, 16-25, 20-25               |
| 26ª Giornata - 16 marzo 2025 Pala Santa Maria, Pineto              | Pineto               | 3 - 1 | Franco Tigano     | 25-14, 25-17, 23-25, 25-22        |

## Statistiche

### Statistiche di squadra
| Competizione | Punti | In casa | In casa | In casa | In trasferta | In trasferta | In trasferta | Totale | Totale | Totale |
| Competizione | Punti | G       | V       | P       | G            | V            | P            | G      | V      | P      |
| ------------ | ----- | ------- | ------- | ------- | ------------ | ------------ | ------------ | ------ | ------ | ------ |
| Serie A2     | 15    | 13      | 3       | 10      | 13           | 2            | 11           | 26     | 5      | 21     |
| Totale       | -     | 13      | 3       | 10      | 13           | 2            | 11           | 26     | 5      | 21     |

G = partite giocate; V = partite vinte; P = partite perse 

### Statistiche dei giocatori
| Giocatore         | Serie A2 | Serie A2 | Serie A2 | Serie A2 | Serie A2 | Totale | Totale | Totale | Totale | Totale |
| Giocatore         | P        | PT       | AV       | MV       | BV       | P      | PT     | AV     | MV     | BV     |
| ----------------- | -------- | -------- | -------- | -------- | -------- | ------ | ------ | ------ | ------ | ------ |
| F. Benavídez      | 25       | 319      | 281      | 12       | 26       | 25     | 319    | 281    | 12     | 26     |
| P. Carbone        | 22       | 56       | 49       | 3        | 4        | 22     | 56     | 49     | 3      | 4      |
| G. Concolino      | 3        | 0        | 0        | 0        | 0        | 3      | 0      | 0      | 0      | 0      |
| F. Corrado        | 21       | 225      | 191      | 30       | 4        | 21     | 225    | 191    | 30     | 4      |
| F. Donati         | 25       | 0        | 0        | 0        | 0        | 25     | 0      | 0      | 0      | 0      |
| C. Gitto          | 26       | 154      | 101      | 50       | 3        | 26     | 154    | 101    | 50     | 3      |
| F. Guastamacchia  | 22       | 54       | 35       | 17       | 2        | 22     | 54     | 35     | 17     | 2      |
| C. Iovieno        | 18       | 48       | 41       | 3        | 4        | 18     | 48     | 41     | 3      | 4      |
| K. Lawrence       | 13       | 40       | 30       | 6        | 4        | 13     | 40     | 30     | 6      | 4      |
| F. Lecat          | 10       | 32       | 29       | 2        | 1        | 10     | 32     | 29     | 2      | 1      |
| G. Maccarone      | 24       | 94       | 67       | 24       | 3        | 24     | 94     | 67     | 24     | 3      |
| G. Mariani        | 24       | 11       | 2        | 2        | 7        | 24     | 11     | 2      | 2      | 7      |
| M. Paris          | 17       | 21       | 8        | 6        | 7        | 17     | 21     | 8      | 6      | 7      |
| F. Prosperi Turri | 14       | 0        | 0        | 0        | 0        | 14     | 0      | 0      | 0      | 0      |
| L. Sala           | 24       | 348      | 296      | 14       | 38       | 24     | 348    | 296    | 14     | 38     |
| L. Sperotto       | 7        | 19       | 7        | 7        | 5        | 7      | 19     | 7      | 7      | 5      |

P = presenze; PT = punti totali; AV = attacchi vincenti; MV = muri vincenti; BV = battute vincenti